# Nobelpreis für Physiologie oder Medizin
Der Nobelpreis für Physiologie oder Medizin (schwedisch Nobelpriset i fysiologi eller medicin) ist einer der Preise, die von dem schwedischen Chemiker und Erfinder Alfred Nobel (1833–1896), der durch die Entwicklung des Dynamits zu großem Reichtum gekommen war, in seinem Testament gestiftet wurden. Der Preis wird seit 1901 jährlich von der Nobelversammlung des Karolinska-Instituts in Stockholm nach der Maßgabe Nobels an denjenigen verliehen, der im vergangenen Jahr „die wichtigste Entdeckung in der Domäne der Physiologie oder Medizin gemacht hat“.

## Verleihungskriterien

### „Physiologie oder Medizin“
Der Preis wird oft abgekürzt als Medizinnobelpreis bezeichnet. Dies ist nicht korrekt, weil Alfred Nobels 1895 niedergelegter letzter Wille ausdrücklich die Physiologie einschließt. Die Physiologie umfasste damals aber einen weitaus größeren Bereich als die medizinische Physiologie – nämlich auch Gebiete, die heute vor allem der Biologie, der Biochemie oder Biophysik zugerechnet würden. So hatte das Karolinska Institutet, die schwedische medizinische Universität in der Nähe Stockholms, schon immer einen großen Spielraum in der Auswahl der Bewerber. Der Preis 1973 für Konrad Lorenz, Nikolaas Tinbergen und Karl von Frisch gehört z. B. in das Gebiet der Zoologie (Verhaltensforschung).

### „Der größte Nutzen für die Menschheit“
Nach dem Willen von Alfred Nobel sollte der Preis an denjenigen verliehen werden, der im letzten Jahr mit seiner Entdeckung den größten Nutzen für die Menschheit erbracht hat. Die Bedingung der „Entdeckung“ bevorzugt die forschenden Grundlagenfächer in der Medizin gegenüber den angewandten Fächern. Und in der Tat erfolgten weitaus mehr Preisverleihungen an Forscher in der Immunologie, der Genetik oder Neurobiologie als an die in der Pharmazie, der Diagnose oder sogar der praktischen Therapie.
Welche Entdeckung den größten Nutzen für die Menschheit erbracht hat, ist immer noch Gegenstand vieler Diskussionen. Die Entwicklung des DDT durch den Schweizer Chemiker und Nobelpreisträger 1948 Paul Hermann Müller wird vom heutigen Standpunkt aus oft kritisiert. Die Anwendung von DDT ist wegen seiner Giftigkeit für Mensch und Tier mittlerweile verboten, dennoch konnten durch seine Anwendung nach Schätzungen der WHO zirka 25 Millionen Menschenleben gerettet werden. Hinzu kommt, dass das heute bekannte Ausmaß der Giftigkeit der Substanz weder dem Erfinder noch der Nobelversammlung zum Zeitpunkt der Preisverleihung bewusst war. Aus diesem Grund mag es sinnvoller sein, die Kriterien für die Verleihung des Preises isoliert in ihrem jeweiligen historischen Kontext zu betrachten, statt sie unverändert in die Gegenwart zu übernehmen. Gleiches gilt für die 1949 an António Egas Moniz verliehene Auszeichnung für die Entwicklung der Lobotomie zur Behandlung von Psychosen.

## Formelles

### Institutionen
Alfred Nobel hatte in seinem letzten Willen festgelegt, dass das Karolinska-Institut den Preis in Physiologie oder Medizin vergibt. 1901 wurde die Auswahl aus den Nominationen von allen 19 Professoren der medizinischen Fakultät besorgt. Sie wählten aus ihrer Reihe ein Nobelkomitee mit dem Präsidenten der Karolinska als Vorsitzenden. 1918 wurde Göran Liljestrand zum Sekretär des Nobelkomitees gewählt, der diesen Posten 42 Jahre lang behielt.
1977 wurde die Nobelversammlung am Karolinischen Institut eingerichtet, weil die Zahl der Dozenten inzwischen stark angestiegen war. Eine Gesetzesänderung in Schweden, die alle Papiere staatlicher Einrichtungen gemäß dem Öffentlichkeitsprinzip öffentlich machte, hätte zudem die Geheimhaltung des Auswahlprozesses bedroht. Die Nobelversammlung ist völlig unabhängig vom Staat, sie wird ausschließlich von der Nobelstiftung finanziert, obwohl alle 50 Mitglieder Professoren der Karolinska sind. Mit 65 Jahren gehen sie in den Ruhestand, neue Mitglieder werden von der Versammlung gewählt.
Das Nobelkomitee wird von der Nobelversammlung gewählt und besteht aus fünf Mitgliedern und einem Geschäftsführer. Jedes Mitglied kann zweimal für die Dauer von drei Jahren gewählt werden, der Geschäftsführer dreimal für die Dauer von vier Jahren. Um die Kontinuität der Arbeit zu gewährleisten, wird jedes Jahr nur ein Teil der Mitglieder neu gewählt, eines der Mitglieder wird für drei Jahre Vorsitzender.
Sobald die Nominierungen vom Komitee geprüft worden sind, wird ein Ad-hoc-Komitee mit zehn Mitgliedern bestimmt, die für die Dauer von neun Monaten die Nominierungen bewerten. Die Mitglieder des Ad-hoc-Komitees müssen nicht Mitglieder der Nobelversammlung sein.

### Zeitplan
Der Zeitplan ist seit 1901 gleich geblieben: Im September des Vorjahres werden 2500 bis 3500 Wissenschaftler von medizinischen Fakultäten außerhalb Skandinaviens nach einem rotierenden System ausgewählt und um ihre Kandidaten-Vorschläge für das nächste Jahr gebeten.
Komitee und Versammlung halten mehrere Treffen im Laufe des Jahres ab, um die Versammlung zum Zeitpunkt der Abstimmung über den Auswahlprozess und die wissenschaftlichen Verdienste der Kandidaten gut zu informieren. Die Entscheidung der Nobelversammlung erfolgt Anfang Oktober, eine einfache Mehrheit reicht aus.
Die Preisträger für Physiologie oder Medizin werden traditionell als erste bekanntgegeben, üblicherweise am ersten Montag im Oktober.

### Vorschlagsrecht
Alle Träger des Nobelpreises für Physiologie oder Medizin und alle Professoren der Medizin in skandinavischen Ländern haben ein regelmäßiges Nominierungsrecht. Die letzte Frist für Nominierungen ist der 31. Januar. Im Frühjahr gibt es eine gemeinsame Sitzung mit dem Nobelkomitee für Chemie, um zu vermeiden, dass ein Preisträger zwei Preise erhält.

## Preisträger
Erster Preisträger war der Deutsche Emil von Behring, weitere berühmte Preisträger waren Robert Koch, Paul Ehrlich, Otto Loewi, James Watson und Francis Crick.
Der Preis wurde bislang (Stand 2018) an 216 Personen verliehen, davon zwölf Frauen. Zum ersten Mal wurde er 1947 an eine Frau verliehen, als letzter aller fünf ursprünglichen Nobelpreise. Heute ist der Frauenanteil höher als bei den anderen wissenschaftlichen Nobelpreisen Physik und Chemie. Er kann an bis zu drei Personen gleichzeitig vergeben werden. Von 1915 bis 1918, in den Jahren 1921 sowie 1925 und von 1940 bis 1942 fand keine Verleihung statt, das Preisgeld wanderte zurück in den Fonds.
Der 2011 posthum vergebene Preis für den Kanadier Ralph M. Steinman schuf einen Präzedenzfall. Nach den ursprünglichen Statuten des Nobelpreises durfte eine vorgeschlagene Person, die nach dem Ende der Nominierungsfrist starb, berücksichtigt werden. 1974 wurde die Bestimmung geändert; seither darf der Preis nur vergeben werden, wenn der Nominierte die Bekanntgabe noch erlebt hat. Steinman wurde der Preis jedoch zuerkannt, obwohl er kurz vor der Bekanntgabe verstorben war. Man entschied sich dafür, den Preis dennoch an Steinman zu vergeben, da die Regelung aus Sicht der Nobelstiftung den Zweck hatte, eine absichtliche posthume Vergabe zu verhindern. Da in diesem Fall das Komitee zum Zeitpunkt der Entscheidung nicht über Steinmans Tod informiert gewesen war, konnte ausgeschlossen werden, dass es die Absicht hatte, den Preis posthum zu vergeben.
In der veröffentlichten Zeitspanne bis 1953 wurde der französische Veterinärmediziner und Immunologe Gaston Ramon am  häufigsten für den Medizin-Nobelpreis nominiert. Er wurde insgesamt 155 mal nominiert, bekam den Preis aber nie.